# باوزرز فيوري
باوزرز فيوري (بالإنجليزية: Bowser's Fury)‏ هي لعبة منصات 2021 مجمعة مع نسخة نينتندو سويتش من سوبر ماريو 3دي ورلد. يتحكم اللاعب في ماريو من خلال عالم مفتوح ثلاثي الأبعاد على شكل قطة لإكمال التحديات وجمع «شموس القط» لتبديد الحمأة السوداء من بحيرة لابكات وتحرير باوزر من سيطرتها. على فترات غير منتظمة، يحول باوزر العالم إلى ليلة مروعة لإطلاق النار على ماريو وتغيير البيئة. تعتمد طريقة لعبها على 3دي ورلد، بينما تعتمد أيضًا على العناصر المقدمة في سوبر ماريو أوديسي. تم الإبلاغ عن الإصدار المجمع ليكون أفضل لعبة فيديو مبيعًا لشهر فبراير 2021 في الولايات المتحدة.

## أسلوب اللعب

عمل فني ترويجي يصور باوزر جونيور وماريو في مواجهة فيوري باوزر.

باوزرز فيوري هي لعبة منصات ذات عالم مفتوح حيث يكمل ماريو، التحديات، ويجمع رموز «شموس القط» لتحرير باوزر وبحيرة لابكات من الحمأة السوداء المسيطرة. تشبه طريقة لعبها الأساسية تلك الخاصة بلعبة المنصات سوبر ماريو 3دي ورلد لعام 2013، والتي صدرت باوزرز فيوري كجزء منها. أشار يورو غيمر إلى تأثير سوبر ماريو سانشاين على اللعبة، من منهجه المتقلب إلى المفاهيم الجديدة إلى استخدامه لباوزر جونيور والديون لتحديات «شادو ماريو». وصف موقع غيم سبوت مفهوم باوزرز فيوري بأنه وضع عناصر من سوبر ماريو 3دي ورلد في هيكل سوبر ماريو أوديسي. شخصية اللاعب ماريو تقفز بين المنصات والعقبات في عالم ثلاثي الأبعاد. تتميز كل منطقة في العالم بلمسة لعب جديدة. يقوم ماريو بجمع شكا من السلطة التي يرتديها الجسم والتي تمنحه قدرات خاصة، مثل رمي الكرات النارية، أو ذراع الرافعة، أو ذيل الراكون الدوار. في كل منطقة من باوزرز فيوري، يجمع ماريو شموس القط من خلال إكمال التحديات التي تقل مدتها عن 10 دقائق، مثل عبور المنصات أو جمع شظايا من اللمعان. هناك 100 قطعة مضيئة لجمعها في اللعبة، ولكل منطقة قائمة بذاتها خمسة، معروضة في منارة. بعد جمع اللمعان، تعيد اللعبة تكوين بيئة المنطقة لإعداد تحدي الشمس التالي. مع تقدم اللاعب خلال اللعبة، تفتح المزيد من المناطق للاعب. يركب ماريو الديناصور بليسي للتنقل بين كل منطقة جزيرة في الأرخبيل. وللوصول إلى تحديات اللمعان في جميع أنحاء مياه البحيرة، خارج مناطق الجزر. على عكس ألعاب ماريو الأخرى، يمكن الوصول إلى جميع مناطق باوزرز فيوري بشكل مفتوح دون استخدام عالم محوري - مستويات ماريو التقليدية المتصلة بدون شاشات تحميل أو حدود. وعلى عكس سوبر ماريو 3دي ورلد، يتمتع اللاعب بالتحكم الكامل وغير المثبت في الكاميرا في باوزرز فيوري ولا يقتصر على عدد من «حياة» اللاعبين - بدلاً من ذلك، عندما يموت ماريو، يخسر اللاعب 50 قطعة نقدية من عداده، ويتم إعادة تعيين كل 100 قطعة نقدية بسبب منح ماريو قوة.
كل بضع دقائق، يحول غضب باوزر العالم إلى ليلة مروعة، تمطر النار بالقرب من اللاعب. يمكن لحدث غودزيلا أن يقاطع نشاط اللاعب ولكنه يمنح أيضًا فرصًا جديدة للعب، مثل المنصات الجديدة في السماء والقدرة على إغراق أنفاس باوزر النارية لتدمير العوائق التي لا يمكن تدميرها بطريقة أخرى. يمكن للاعب إنهاء العاصفة عن طريق جمع اللمعان، وتفعيل المنارة لاختراق الظلام. بدلاً من ذلك، يمكن للاعب الانتظار حتى انتهاء الحدث أو، مع وجود عدد كافٍ من اللمعان، اختيار مواجهة باوزر مباشرةً في معركة كايجو تقع في بحيرة لابكات منخفضة النطاق. بعد الغضب، يعود باوزر إلى الحمأة ويبدأ ببطء في الارتفاع، مشيرًا إلى توقيت حدث الغضب التالي، حيث لا يقع حدث الغضب في فترة زمنية يمكن التنبؤ بها. ينضم إلى ماريو باوزر جونيور، والذي يمكن للاعب توجيهه للتفاعل مع علامات الحائط ويمكن، اختياريًا، تهيئته لمساعدة اللاعب في مهاجمة الأعداء وجمع العملات المعدنية. بدلاً من ذلك، يمكن للاعب الثاني التحكم في باوزر جونيور، بنفس القدرة المحدودة المحددة. يخزن باوزر جونيور أيضًا عمليات التقوية بحيث يمكن للاعب التبديل بين قدرات العنصر حسب الحاجة.
تدوم اللعبة الأساسية حوالي أربع ساعات للاعب العادي، مع أربع ساعات إضافية من اللعب للاعبين المهتمين بإكمال جميع المقتنيات. بصريًا، يتم عرض اللعبة بمعدل إطار منخفض عند لعبها في الوضع اليدوي، مع انخفاض في معدل الإطارات أثناء الحركة الفوضوية على الشاشة.

## الحبكة
يكتشف ماريو بركة حمأة سوداء غامضة في مملكة الفطر. بعد أن امتصته الحمأة، وجد ماريو نفسه في أرخبيل من الجزر التي تحمل طابع القطط تسمى بحيرة لابكات التي اجتاحتها الحمأة السوداء. عند وصوله، تعلم ماريو من باوزر جونيور أن باوزر قد تلف بسبب الحمأة ونما إلى حجم هائل، المعروف الآن باسم فيوري باوزر. يتعاون ماريو وباوزر جونيور على مضض من أجل إعادة باوزر إلى وضعها الطبيعي. يسافر الاثنان عبر بحيرة لابكات من أجل الحصول على شموس القط، بينما يتعرضان أحيانًا للهجوم من قبل فيوري باوزر. بعد الحصول على عدد معين من شموس القط، تمكن ماريو من الوصول إلى جيغا بيل، وهو نوع مختلف من سوبر بيل الذي ينمو القط ماريو إلى الحجم الهائل. بعد استخدام جيغا بيل لعدد معين من المرات، يهزم ماريو فيوري باوزر وعاد باوزر  إلى طبيعته. بعد ذلك، قطع باوزر جونيور تحالفه مع ماريو، والذي يتجاهله ماريو.

## التطوير
طورت نينتندو إي بي دي 8 اللعبة.[بحاجة لمصدر] تم إصدارها في 12 فبراير 2021 لجهاز نينتندو سويتش.

## التقييم
كانت لعبة سوبر ماريو 3دي ورلد + باوزرز فيوري هي اللعبة الأكثر مبيعًا لشهر فبراير 2021 في الولايات المتحدة، حتى قبل احتساب مبيعات نينتندو الرقمية، والتي لم يتم الإبلاغ عنها.
لاحظ المراجعون الطبيعة «التجريبية» للعبة، سواء في مقاربتها المبتكرة لأول عالم مفتوح بالكامل للمسلسل، تنبأ بألعاب ماريو المستقبلية، وافتقارها إلى صقل تقني بالنسبة لمعايير السلسلة، يتجلى في الانخفاضات الملحوظة في معدل الإطارات والأفكار غير المحققة. لقد تحدى دخول اللعبة إلى عالم مفتوح تمامًا تقليد ماريو المتمثل في «دورات عقبة مصممة بدقة»، كما كتب بوليغون، وبدلاً من ذلك تم تقديمه كغرفة ارتجالية مليئة بالإلهاءات الملونة، فوضوية ودافئة. من الناحية الفنية، أدت انخفاضات معدل الإطارات في اللعبة إلى جعل مراجع كوتاكو يرغب في الحصول على أجهزة أكثر قوة.
أصبح بعض المراجعين منزعجًا من الانقطاعات المتكررة لحدث الغضب، خاصة قرب نهاية اللعبة، لكن آخرين شعروا باندفاع الأدرينالين بسبب التحدي الإضافي للحدث وعدم القدرة على التنبؤ. بعد بضع ساعات، وجد آرس تكنيكا أن اللعبة متكررة ومتناثرة، وعادت إلى نفس المناطق لبعض التحديات مع حداثة بسيطة فقط. أقرت غيم سبوت أيضًا بعدد من التحديات المتكررة غير الملهمة، والتي تفاقمت بسبب تدخل حدث الغضب أثناء متابعة بعض رموز الشموس الأكثر صعوبة. أعرب بوليغون عن تقديره لرؤية العد التنازلي للغضب، مشابهًا لمؤقتات مستوى ماريو للألعاب السابقة.

## الملاحظات
1. ↑  تم تطوير باوزرز فيوري بالاشتراك مع 1-أب ستوديو ونينتندو سوفتوير تكنلوجي.[1][2][3]
2. ↑  تسمى في اليابان: فيوري ورلد
 (بالإنجليزية: Fury World
‎؛ باليابانية: フューリーワールド
‎، ‏Fyūrī Wārudo؟)